# Podplukovník
Podplukovník (zkratka pplk.) je policejní a vojenská hodnost, v češtině má zkratku pplk.

## Podplukovník v ČR
V Armádě České republiky jde v pořadí o šestou (druhou nejvyšší) důstojnickou hodnost. Hodnost podplukovník je vyšší než major a nižší než plukovník. Armádní označení jsou dvě zlaté pěticípé hvězdy s postranní tzv. kolejničkou (jeden proužek zlaté barvy).
Podplukovník zpravidla velí praporu nebo někdy pluku.
Hodnost se vyskytovala i v Československých bezpečnostních sborech. V Čs. četnictvu to byla třetí nejvyšší hodnost (vyšší byl plukovník, nižší major). Ve Sboru uniformované stráže bezpečnosti to byla od roku 1938 druhá nejvyšší hodnost.
| ARMÁDA ČR     | VZDUŠNÉ SÍLY AČR |
| ------------- | ---------------- |
|               |                  |
| 1993 - do teď |                  |

| POLICIE ČSFR                            | POLICIE ČR                          | POLICIE ČR                                  |
| --------------------------------------- | ----------------------------------- | ------------------------------------------- |
| Podplukovník - Policie ČSFR - 1990-1992 | Podplukovník - Policie ČR 1993-2015 | Hodnostní označení podplukovníka Policie ČR |
| 1990 - 1992                             | 1993 - 2015                         | 2015 - do teď                               |

| Hradní stráž ČSSR                            | Státní bezpečnost ČSSR                     | Pohraniční stráž ČSSR                       | Armáda ČSSR                     | Vězeňská služba ČSSR                         |
| -------------------------------------------- | ------------------------------------------ | ------------------------------------------- | ------------------------------- | -------------------------------------------- |
| Hodnostní označení podplukovníka Armády ČSSR | Podplukovník Státní Bezpečnost - 1961-1979 | Podplukovník - pohraniční stráž (1960-1979) | Podplukovník armáda ČSSR - 1960 | Podplukovník - Vězeňská služba - 1974 - 1992 |
| 1961 - 1990                                  | 1961 - 1979                                | 1961-1979                                   | 1961 - 1992                     | 1974 - 1992                                  |

| ARMÁDA Československé republiky       | ARMÁDA Československé republiky  | ARMÁDA Československé republiky       | ARMÁDA Československé republiky       | ARMÁDA Československé republiky | ARMÁDA Československé republiky       |
| ------------------------------------- | -------------------------------- | ------------------------------------- | ------------------------------------- | --- | ------------------------------------- |
| Podplukovník - Čs. Armáda - 1918-1919 | Podplukovník - Čs. Armáda - 1919 | Podplukovník - Armáda ČSR - 1919-1920 | Podplukovník - Čs. Armáda - 1921-1924 | Podplukovník - Čs. Armáda - 1925-1929 (Ceremoniální uniforma), [hodnostní označení na každodenní uniformě zůstává stejné jako u 1921-1924] | Podplukovník - Čs. Armáda - 1930-1939 |
| 1918 - 1919                           | 1919                             | 1919 - 1920                           | 1921 - 1929                           | + 1925 - 1929 (ceremonial uniform) | 1930 - 1939                           |

| ČETNICTVO Československé republiky  | ČETNICTVO Československé republiky       | ČETNICTVO Československé republiky       | ČETNICTVO Československé republiky       | ČETNICTVO Československé republiky                           | ČETNICTVO Československé republiky       |
| ----------------------------------- | ---------------------------------------- | ---------------------------------------- | ---------------------------------------- | ------------------------------------------------------------ | ---------------------------------------- |
| Podplukovník - Čs. Četnictvo - 1918 | Podplukovník - Čs. Četnictvo - 1918-1919 | Podplukovník - Čs. Četnictvo - 1919-1920 | Podplukovník - Čs. Četnictvo - 1921-1930 | Podplukovník - Čs. Četnictvo - 1925-1930 (ceremoniální oděv) | Podplukovník - Čs. Četnictvo - 1930-1939 |
| 1918                                | 1918 - 1919                              | 1919 - 1921                              | 1921 - 1930                              | + 1925 - 1930 (ceremonial uniform)                           | 1930 - 1939                              |

| Sbor uniformované stráže bezpečnosti ČSR           |
| -------------------------------------------------- |
| Podplukovník Sboru uniformované stráže bezpečnosti |
| 1938 - 1939                                        |